# Communauté d'agglomération de l'Artois
Pour les articles homonymes, voir Artois (homonymie).
La Communauté d'agglomération d'Artois Comm. Béthune-Bruay ou CA de Béthune Bruay Noeux et Environs est une  ancienne communauté d'agglomération française du Pas-de-Calais et l'un des plus vastes ensembles intercommunaux de France. Elle réunissait, en 2016, 65 communes, près de 227 000 habitants, sur un territoire de quelque 410 km2.
Elle a fusionné avec ses voisines pour former, le 1er janvier 2017, la communauté d'agglomération de Béthune-Bruay, Artois-Lys Romane.

## Histoire
Le 1er janvier 2014,  la communauté d'agglomération de l'Artois et la communauté de communes de Nœux et environs fusionnent à la suite de la décision préfectorale, portant ainsi le nombre de communes associées à 65.
Le 1er janvier 2017, elle fusionne avec les communautés de communes Artois-Lys et Artois-Flandres pour former la Communauté d'agglomération de Béthune-Bruay, Artois-Lys Romane.

## Territoire communautaire

### Géographie
La particularité principale de cette communauté d'agglomération était de s’articuler autour de deux villes-centre, Béthune et Bruay-la-Buissière, dans un ensemble au caractère rural très marqué (une trentaine de communes de moins de 2 500 habitants), en bordure de l'ancien bassin minier du Nord-Pas-de-Calais.
Sa densité de population était forte, à l’image de l’Europe du Nord-Ouest dans laquelle Artois Comm. se place : 550 hab./km², contre 322 pour le Nord-Pas-de-Calais et 213 pour le Pas-de-Calais.

### Composition
En 2016, l'intercommunalité était composée des 65 communes suivantes (+ la commune Labuissière associée à Bruay-la-Buissière) :
| Nom                    | Code Insee | Gentilé                    | Superficie (km2) | Population (dernière pop. légale) | Densité (hab./km2) |
| ---------------------- | ---------- | -------------------------- | ---------------- | --------------------------------- | ------------------ |
| Béthune (siège)        | 62119      | Béthunois                  | 9,46             | 25 413 (2014)                     | 2 686              |
| Annequin               | 62034      | Annequinois                | 3,99             | 2 354 (2014)                      | 590                |
| Annezin                | 62035      | Annezinois                 | 6,10             | 5 881 (2014)                      | 964                |
| Auchel                 | 62048      | Auchellois                 | 6,00             | 10 773 (2014)                     | 1 796              |
| Auchy-les-Mines        | 62051      | Alsiaquois                 | 5,10             | 4 659 (2014)                      | 914                |
| Bajus                  | 62077      | Bajussois                  | 2,94             | 374 (2014)                        | 127                |
| Barlin                 | 62083      | Barlinois                  | 6,18             | 7 672 (2014)                      | 1 241              |
| Beugin                 | 62120      | Beuginois                  | 5,06             | 464 (2014)                        | 92                 |
| Beuvry                 | 62126      | Beuvrygeois                | 16,85            | 9 502 (2014)                      | 564                |
| Billy-Berclau          | 62132      | Billeux-Berclois           | 7,41             | 4 437 (2014)                      | 599                |
| Bruay-la-Buissière     | 62178      | Bruaysiens                 | 16,35            | 22 579 (2014)                     | 1 381              |
| Calonne-Ricouart       | 62194      | Calonnois                  | 4,61             | 5 489 (2014)                      | 1 191              |
| Camblain-Châtelain     | 62197      | Camblinois                 | 10,04            | 1 803 (2014)                      | 180                |
| Cambrin                | 62200      | Cambrinois                 | 1,77             | 1 071 (2014)                      | 605                |
| Cauchy-à-la-Tour       | 62217      | Cauchois                   | 3,13             | 2 914 (2014)                      | 931                |
| Caucourt               | 62218      | Caucourtois                | 5,51             | 346 (2014)                        | 63                 |
| Chocques               | 62224      | Chocquois                  | 7,95             | 2 980 (2014)                      | 375                |
| Cuinchy                | 62262      | Cuinchynois                | 4,15             | 1 743 (2014)                      | 420                |
| Diéval                 | 62269      | Diévalois                  | 12,00            | 761 (2014)                        | 63                 |
| Divion                 | 62270      | Divionnais                 | 10,96            | 6 760 (2014)                      | 617                |
| Douvrin                | 62276      | Douvrinois                 | 9,58             | 5 038 (2014)                      | 526                |
| Drouvin-le-Marais      | 62278      | Drouvinois                 | 2,12             | 576 (2014)                        | 272                |
| Essars                 | 62310      | Essarois                   | 3,72             | 1 584 (2014)                      | 426                |
| Estrée-Cauchy          | 62314      | Estréens                   | 3,89             | 375 (2014)                        | 96                 |
| Festubert              | 62330      | Festubertins               | 7,64             | 1 323 (2014)                      | 173                |
| Fouquereuil            | 62349      | Fouquereuillois            | 2,01             | 1 431 (2014)                      | 712                |
| Fouquières-lès-Béthune | 62350      | Fouquièrois                | 2,42             | 1 063 (2014)                      | 439                |
| Fresnicourt-le-Dolmen  | 62356      | Fresnicourtois             | 7,95             | 763 (2014)                        | 96                 |
| Gauchin-Légal          | 62366      | Gauchinois                 | 6,03             | 327 (2014)                        | 54                 |
| Givenchy-lès-la-Bassée | 62373      | Givenchynois               | 3,89             | 1 014 (2014)                      | 261                |
| Gosnay                 | 62377      | Gosnaysiens                | 2,21             | 951 (2014)                        | 430                |
| Haillicourt            | 62400      | Haillicourtois             | 4,46             | 4 986 (2014)                      | 1 118              |
| Haisnes                | 62401      | Haisnois                   | 5,58             | 4 381 (2014)                      | 785                |
| Hermin                 | 62441      | Herminois                  | 4,19             | 210 (2014)                        | 50                 |
| Hersin-Coupigny        | 62443      | Hersinois                  | 12,02            | 6 127 (2014)                      | 510                |
| Hesdigneul-lès-Béthune | 62445      | Hesdigneulois              | 2,59             | 831 (2014)                        | 321                |
| Hinges                 | 62454      | Hingeois                   | 8,31             | 2 410 (2014)                      | 290                |
| Houchin                | 62456      | Houchinois                 | 4,50             | 697 (2014)                        | 155                |
| Houdain                | 62457      | Houdinois                  | 6,30             | 7 386 (2014)                      | 1 172              |
| La Comté               | 62232      | Comtois                    | 6,63             | 877 (2014)                        | 132                |
| La Couture             | 62252      | Couturois                  | 13,52            | 2 757 (2014)                      | 204                |
| Labeuvrière            | 62479      | Labeuvrierois              | 6,11             | 1 715 (2014)                      | 281                |
| Labourse               | 62480      | Laboursois                 | 4,67             | 2 594 (2014)                      | 555                |
| Lapugnoy               | 62489      | Punéens                    | 8,61             | 3 466 (2014)                      | 403                |
| Locon                  | 62520      | Loconois                   | 9,52             | 2 353 (2014)                      | 247                |
| Lorgies                | 62529      | Lorginois                  | 6,84             | 1 584 (2014)                      | 232                |
| Lozinghem              | 62532      | Lozinghemois               | 2,15             | 1 324 (2014)                      | 616                |
| Maisnil-lès-Ruitz      | 62540      | Maisnilois                 | 5,56             | 1 604 (2014)                      | 288                |
| Marles-les-Mines       | 62555      | Marlésiens                 | 4,55             | 5 692 (2014)                      | 1 251              |
| Neuve-Chapelle         | 62606      | Neuve-Chapellois           | 1,86             | 1 349 (2014)                      | 725                |
| Nœux-les-Mines         | 62617      | Nœuxois                    | 8,84             | 12 570 (2014)                     | 1 422              |
| Noyelles-lès-Vermelles | 62626      | Noyellois                  | 2,53             | 2 373 (2014)                      | 938                |
| Oblinghem              | 62632      | Oblinghemois               | 1,27             | 316 (2014)                        | 249                |
| Ourton                 | 62642      | Ourtonais                  | 5,28             | 785 (2014)                        | 149                |
| Rebreuve-Ranchicourt   | 62693      | Reubreuvois-Ranchicourtois | 10,73            | 1 089 (2014)                      | 101                |
| Richebourg             | 62706      | Richebourgeois             | 17,31            | 2 586 (2014)                      | 149                |
| Ruitz                  | 62727      | Ruitelots                  | 4,96             | 1 589 (2014)                      | 320                |
| Sailly-Labourse        | 62735      | Saillygeois                | 6,02             | 2 161 (2014)                      | 359                |
| Vendin-lès-Béthune     | 62841      | Vendinois                  | 3,63             | 2 418 (2014)                      | 666                |
| Vermelles              | 62846      | Vermellois                 | 10,39            | 4 589 (2014)                      | 442                |
| Verquigneul            | 62847      | Verquigneulois             | 3,54             | 1 917 (2014)                      | 542                |
| Verquin                | 62848      | Verquinois                 | 3,70             | 3 459 (2014)                      | 935                |
| Vieille-Chapelle       | 62851      | Vieille-Chapellois         | 3,41             | 803 (2014)                        | 235                |
| Violaines              | 62863      | Violainois                 | 10,01            | 3 630 (2014)                      | 363                |
| Vaudricourt            | 62836      | Vaudricourtois             | 2,99             | 905 (2014)                        | 303                |

## Organisation

### Siège
Le siège de l'intercommunalité était à Béthune, 100, avenue de Londres.

### Élus
La communauté d'agglomération était administrée par son Conseil communautaire, composé de 112 conseillers municipaux représentant chacune des  communes membre.
À la suite des élections municipales de 2014 dans le Pas-de-Calais, le conseil communautaire du 16 avril 2014 a réélu son président initial, Alain Wacheux, Maire de Bruay-la-Buissière ainsi que ses 15 vice-présidents : 
1. Nadine Lefebvre, maire de Beuvry, déléguée à l'habitat, au logement et à l’urbanisme ;
2. Léon Copin, maire de Noyelles-les-Vermelles, délégué aux finances ;
3. Bernard Blondel, adjoint au maire d’Oblinghem, délégué à l’eau (aménagement hydraulique, lutte contre les inondations, assainissement) ;
4. Pierre Moreau, conseiller municipal de Bruay-la-Buissière, délégué au développement économique, à la formation, à l’université et à la recherche ;
5. Raymond Gaquère, maire de La Couture, délégué à l’environnement et au plan climat ;
6. Thierry Tassez, maire de Verquin, délégué à l’aménagement et à l’attractivité du territoire, au développement et aux animations culturels et sportifs ;
7. Daniel Delcroix, maire de Billy-Berclau, délégué aux transports, à l’accessibilité et au handicap ;
8. Marcel Coffre, maire de Marles-les-Mines, délégué à la valorisation des déchets ;
9. Gérard Delahaye, maire de Richebourg, délégué à l’emploi, au commerce, à la création-transmission d’entreprise, à l’économie sociale et solidaire, aux services aux entreprises, TIC et fibre optique ;
10. Jacques Miniot, maire de Maisnil-lès-Ruitz, délégué à la collecte des déchets ;
11. Isabelle Levent, maire de Houdain, déléguée aux centres de première intervention, des sapeurs-pompiers communautaires et du refuge pour animaux ;
12. Jean-Louis Adancourt, maire de Ruitz, délégué au personnel, à la formation des élus,  la communication et  la promotion du territoire, du conseil de développement. 
Décédé en juillet 2015[2], il est remplacé par Olivier Gacquerre[réf. nécessaire], maire de Béthune, chargé des territoires intelligents et de la transition énergétique, afin de clore un conflit avec l'exécutif élu en 2014[3] ;
13. Ceslas Kaczmarek, adjoint au maire de Barlin, délégué à la commission d’appels d’offre,aux délégations des services publics et aux jurys des concours, aux relations juridiques et à la médiation ;
14. Serge Marcellak, maire de Nœux-les-Mines, délégué à la politique de la ville ;
15. Philippe Miloszyk, maire de Rebreuve-Ranchicourt. Il est responsable des moyens généraux et de l’Agenda 21.

Le conseil a également élu des conseillers communautaires délégués : 
- Daniel Delomez, maire d’Annezin, chargé de l’administration générale ;
- Yves Dupont, maire d’Annequin, chargé du tourisme ;
- Claude Lemaître, maire de Gauchin-le-Gal, chargé de l’aménagement rural ;
- Éric Deleval, adjoint au maire de Bruay-la-Buissière, chargé de la culture ;
- Ludovic Guyot, maire de Calonne-Ricouart, chargé des eaux pluviales ;
- Jean-Pierre Bève, adjoint au maire de Hersin-Coupigny, chargé de l’accès au droit et de la prévention de la délinquance ;
- Jean-Louis Courtois, adjoint au maire d’Auchy-les-Mines, chargé des voiries, parcs de stationnement et bâtiments communautaires ;
- Patrice Andreotti, adjoint au maire de Labourse, chargé des zones d’activité économique et du développement d’activités en milieu rural[4].

Réunis, ils formaient le bureau de l'intercommunalité jusqu'à sa disparition.

### Liste des présidents
| Période      | Période       | Identité      | Étiquette | Qualité |
| ------------ | ------------- | ------------- | --------- | --- |
| janvier 2014 | décembre 2016 | Alain Wacheux | PS        | Maire de Bruay-la-Buissière (31 décembre 1999 → ) Président d'Artois Comm (2002 → 2013) Président de la CA de Béthune-Bruay, Artois-Lys Romane (2017 → ) Conseiller général d'Houdain (2004 → 2010). Vice-président chargé des transports du conseil régional du Nord-Pas-de-Calais[Quand ?]. Réélu pour le mandat 2014-2020 |

### Compétences
La communauté d'agglomération exerçait les compétences qui lui avaient été transférées par les communes membres. Il s'agissait principalement des responsabilités suivantes :
- en matière de développement du territoire : développement économique, protection de l’environnement, développement touristique, technologies de l’information et de la communication, aménagement et développement rural...
- en termes de services à la population : insertion et emploi, logement et habitat, transports collectifs - depuis le 1er janvier 2006 cette compétence est transférée au Syndicat Mixte des Transports en Commun (SMTC), ramassage et traitement des ordures ménagères, politique de la ville, développement des activités culturelles et sportives, tourisme...

### Régime fiscal et budget
La communauté d'agglomération était un établissement public de coopération intercommunale à fiscalité propre.
Comme toutes les communautés d'agglomération, afin de financer l'exercice de ses compétences, l'intercommunalité pecevait la fiscalité professionnelle unique (FPU) – qui a succédé à la taxe professionnelle unique (TPU) – et assure une péréquation de ressources entre les communes résidentielles et celles dotées de zones d'activité.